# 선과 악 (영화)
"선과 악"은 한국에서 제작된 장일호 감독의 1965년 영화이다. 문정숙 등이 주연으로 출연하였고 박원석 등이 제작에 참여하였다.

## 출연

### 주연
- 문정숙
- 최무룡
- 허장강
- 박암
- 장동휘

## 기타
- 조명: 김연
- 미술: 박석인